# Bay Football Club
Ne doit pas être confondu avec Monterrey Bay FC ou Richards Bay FC.
Actualités
Le Bay Football Club, abrégé en Bay FC, est un club franchisé américain de soccer féminin basé dans la baie de San Francisco, en Californie. Le club évolue en National Women's Soccer League (NWSL) depuis sa première saison en 2024, au PayPal Park à  San José.

## Histoire
Le 4 avril 2023, la NWSL annonce que sa quatorzième franchise sera située dans la baie de San Francisco. La région n'avait plus d'équipe dans une ligue majeure de soccer féminin depuis les CyberRays de San José (WUSA) et le FC Gold Pride (WPS). C'est la troisième franchise californienne après l'arrivée du Wave de San Diego et d'Angel City en 2022. Le projet est mené par un groupe de quatre anciennes internationales américaines : Brandi Chastain, Leslie Osborne, Danielle Slaton et Aly Wagner. Le fonds d'investissement Sixth Street Partners (en) place 125 millions de dollars dans le projet, une somme record pour la NWSL.
Pour sa première saison en 2024, le Bay FC recrute la star nigériane du FC Barcelone Asisat Oshoala, l'Écossaise d'Arsenal Jen Beattie ou encore la Vénézuélienne de Manchester City Deyna Castellanos. Le 13 février 2024, le club réalise le transfert le plus cher de l'histoire du football féminin en dépensant 735 000 € pour s'attacher les services de l'attaquante zambienne Racheal Kundananji, venue du Madrid CFF.

## Résultats sportifs

### Bilan saison par saison
| Saison | Saison régulière | Saison régulière | Saison régulière | Saison régulière | Saison régulière | Saison régulière | Saison régulière | Saison régulière | Saison régulière | Playoffs NWSL | Challenge Cup | Entraîneur       |
| Saison | M                | V                | N                | D                | BP               | BC               | DB               | Pts              | Pos              | Playoffs NWSL | Challenge Cup | Entraîneur       |
| ------ | ---------------- | ---------------- | ---------------- | ---------------- | ---------------- | ---------------- | ---------------- | ---------------- | ---------------- | ------------- | ------------- | ---------------- |
| 2024   | 26               | 11               | 1                | 14               | 31               | 41               | –10              | 34               | 7e/12            | 1/4 de finale | NQ            | Albertin Montoya |
| 2025   |                  |                  |                  |                  |                  |                  |                  |                  |                  |               |               | Albertin Montoya |

### Affluence
| Saison | Affluence moyenne | Affluence totale |      |        |         |
| ------ | ----------------- | ---------------- | ---- | ------ | ------- |
| Saison | Affluence moyenne | Affluence totale | 2024 | 13 617 | 177 027 |
| 2025   |                   |                  |      |        |         |

## Identité visuelle
Le logo du Bay FC est un B en police gothique rappelant l'architecture du Golden Gate Bridge et le brouillard qui l'entoure régulièrement.